# Чо Нам Джу
Чо Нам Джу (также встречается вариант написания Те Нэм Джу, кор. 조남주, родилась в 1978 году) — южнокорейская писательница, наиболее известна романом 2016 года «Госпожа Ким Чжи Ен, рождённая в 1982 году» (кор. 82년생 김지영), который был продан тиражом более миллиона экземпляров и считается движущей силой феминистского движения в Южной Корее.

## Личная жизнь
Те Нэм Джу родилась в Южной Корее в 1978 году. Она выросла в Пучхоне и переехала в Сеул с семьей в возрасте пяти лет. Во время беременности её матери её отец пообещал её дяде, у которого было пять дочерей, что, если родится мальчик, он отдаст ребенка дяде на воспитание. В конечном итоге её воспитали собственные родители.
В детстве Те любила читать, но у нее не было денег на книги, а местные публичные библиотеки на бедной окраине Сеула, где она жила, едва работали. Она взяла несколько книг, которые смогла, и регулярно перечитывала.
Нэм Джу посещала школу для девочек в средней школе, старшей школе и в колледже. Она окончила женский университет Ихва, получив степень по социологии. В настоящее время Те живет в Сеуле со своей семьей.

## Карьера
Нэм Джу начала свою карьеру на телевидении в качестве сценариста. В течение почти десяти лет она работала автором телевизионных программ о текущих событиях. Она оставила работу, чтобы воспитывать ребенка, а затем вернулась к активной деятельности в качестве писательницы. Те опубликовала два романа, прежде чем ее хит «Госпожа Ким Чжи Ен, рожденная в 1982 году» (кор. 82년생 김지영) был опубликован в 2016 году. К 2023 году она написала 10 книг, часть из которых опубликованы, а на другие подписан контракт.

### Госпожа Ким Чжи Ен, рожденная в 1982 году
В 2016 году Те Нэм Джу опубликовала свой третий роман «Госпожа Ким Чжи Ен, рожденная в 1982 году». Первоначально написанный на корейском языке, роман был переведен на более чем 18 языков и продан тиражом более миллиона экземпляров.
Его публикация в 2016 году совпала с развитием движение #MeToo в Южной Корее, что усилило феминистские настроения и вызвало общенациональные дебаты о гендерном неравенстве. Книга считается культурным «репортажем» и «социальным трактатом».
Короткий роман призван описать среднестатистическую корейскую женщину с детства, на протяжении всей карьеры и материнства. Среднестатистическое имя «Ким Чжи Ен» является корейским эквивалентом имени усреднённого Джейн Смит. Это история 33-летней домохозяйки, которая доведена до психоза из-за женоненавистничества и традиционалистских ожиданий от материнства в корейской культуре. Роман наполнен статистическими данными, которые раскрывают реальное гендерное неравенство в Южной Корее.
Те написала роман в 2015 году всего за три месяца. Книга вдохновлена её собственной жизнью и опытом: после десяти лет работы она на некоторое время оставила карьеру, чтобы воспитывать ребенка, а затем обнаружила, что ей трудно вернуться на работу.

#### Экранизация
В 2019 году в Корее вышла экранизация романа, фильм под названием «Ким Джи Ён, 1982 года рождения» с актрисой Чон Юми в главной роли.